# دنی گارسیا (تهیه‌کننده)
دنی گارسیا رینزی تهیه‌کننده و بازرگان آمریکایی است.
پس از دانش‌آموختگی در دانشکده بازرگانی دانشگاه میامیدر سال ۱۹۹۲، کار خود را در زمینه امور مالی در شرکت مریل لینچ آغاز کرد. در سال ۲۰۰۸، او مدیریت برنامه‌های همسر پیشینش دوئین جانسون را آغاز کرد. در سال ۲۰۱۲، گارسیا شرکت تولید سون باکس پروداکشنز را گشود، که از آن زمان تاکنون، چندین فیلم با بازی جانسون تولید کرده است،  از جمله گارد ساحلی، جومانجی: به جنگل خوش آمدید (هر دو ۲۰۱۷)، شزم! و هابز و شاو و جومانجی: سطح بعدی (هر سه ۲۰۱۹)، گشت‌وگذار در جنگل، اعلامیه قرمز (هر دو ۲۰۲۱)، ابر حیوانات لیگ دی‌سی  و بلک آدام (هر دو ۲۰۲۳).